# Антония (крепост)
Вижте пояснителната страница за други значения на Антония.
Антония (на латински: Antonia) е антична крепост в Йерусалим, Израел.
Тя е построена от Ирод Велики на мястото на по-ранни укрепления от времето на Птолемеите и Хасмонеите и носи името на покровителя на Ирод - Марк Антоний. Крепостта е построена в източния край на Великата стена на града (втората стена), в североизточната му част, близо до Йерусалимския храм и двата вододайни басейна Витезда.